# Кречет (корвет, 1860)
«Кречет» — 9-пушечный парусно-винтовой корвет Черноморского флота Российской империи. Один из трех 9-пушечных корветов, заложенных в Николаеве после окончания Крымской войны.

## Описание корвета
Парусно-винтовой корвет водоизмещением 1016 тонн, длина судна составляла 50 метров, ширина 9,9 метра, осадка — 4,4 метра. На корвете была установлена паровая машина мощностью 220 номинальных л. с. и один гребной винт. Корвет развивал наибольшую скорость до 8-ми узлов. Вооружение судна состояло из девяти 36-фунтовых пушек № 1 и одной 8-фунтовой карронады.

## История службы
Корвет «Кречет» был заложен в Николаеве 29 октября 1857 года и, после спуска на воду 7 августа 1860 года, зачислен в состав Черноморской флотилии.
Использовался в основном для борьбы с поставками оружия горцам и уничтожением судов контрабандистов на Чёрном море, неоднократно выходил в крейсерства к берегам Кавказа.
24 июля 1871 года корвет был исключен из списков судов флота и сдан Николаевскому порту.

## Командиры корвета
Командирами парусно-винтового корвета «Кречет» в составе Российского императорского флота в разное время служили:
- капитан-лейтенант затем капитан 2-го ранга Афанасий Кутров 2-й (27 июня (9 июля) 1860 года — 10 (22) октября 1861 года)[4];
- капитан-лейтенант Николай Л. Добровольский (10 (22) октября 1861 года — 1867 год)[5][1];
- капитан 2-го ранга Алексей Алексеевич Беклешов 2-й (с 23 марта (4 апреля) 1870 года)[6].